# Commerciaire
Un commerciaire (en grec byzantin κομμερκιάριος / kommerkiarios) est dans l'administration de l'Empire byzantin un agent du fisc chargé du contrôle des transactions commerciales. L'activité des commerciaires est bien attestée par les sceaux du VIIe siècle au XIe siècle, mais leurs fonctions et leur organisation évoluent sensiblement pendant cette période, et sont l'objet d'un débat historiographique important.

## Origine des commerciaires
Les commerciaires sont probablement les successeurs des comites commerciorum, attestés dans la Notitia Dignitatum et dans la législation justinienne : ces fonctionnaires contrôlaient le commerce aux frontières de l'Empire romain d'Orient, et avaient la responsabilité de la levée d'une taxe spéciale sur les importations et les exportations de marchandises, l’octava. Comme son nom l'indique, cette taxe élevée correspondait à 12,5 % (1/8e) de la valeur des marchandises. Ces opérations s'effectuaient dans quelques villes ou ports seulement, désignés comme postes de douane dans le ressort de chacun de ces comites commerciorum : pour la frontière avec la Perse par exemple, c'est à Nisibe puis Callinicum qu'était située la douane. L'une des prérogatives du comes commerciorum est le monopole d'achat de la soie aux marchands persans, à une époque où les techniques de production de ce produit de luxe sont encore inconnues des Romains. Selon le Notitia Dignitatum écrit à la fin du IVe siècle, il existe trois comites commerciorum sous le contrôle du comes sacrarum largitionum : un pour l'Orient et l'Égypte, un pour l'Illyricum et un pour la Mésie, la Scythie Mineure et le Pont. 
Le terme de commerciaire apparaît pour la première fois dans des inscriptions fragmentaires d'une loi passée par l'empereur Anastase Ier. Ils sont positionnés dans de nombreuses régions frontalières, comme l'indiquent leurs sceaux, ce qui confirme l'affirmation de l'historien Procope de Césarée à propos de l'empereur Justinien Ier sur le fait qu'il a installé de nombreux postes de douane et a envoyé deux archontes prélever des taxes. Gabriel Millet, un byzantiniste français, considère les premiers commerciaires comme des marchands de l'empereur byzantin mais cette thèse est peu plausible.